# Rešafim
Rešafim (hebrejsky רְשָׁפִים‎, doslova "Jiskry", anglicky Reshafim) je vesnice typu kibuc v Izraeli, v Severním distriktu, v Oblastní radě Emek ha-Ma'ajanot.

## Geografie
Leží v nadmořské výšce 119 metrů pod mořskou hladinou nedaleko úpatí masivu Gilboa v intenzivně zemědělsky využívaném Bejtše'anském údolí, které je součástí Jordánského údolí. Severně od obce směřuje k východu vádí Nachal Kibucim, jihozápadně od vesnice je to vádí Nachal Moda. Zdejší vodní toky jsou živeny četnými vydatnými prameny. Údolí je rovinaté, s rozsáhlými plochami umělých vodních nádrží a zemědělských pozemků. Člení ho jen nevelké pahorky, většinou lidského původu coby stopy dávného osídlení jako Tel Zehavi západně odtud. Dál k západu se terén prudce zvedá do svahů pohoří Gilboa s horou Micpe Gilboa (500 m n. m.) nebo Har Jicpor (475 m n. m.).
Vesnice je situována 25 kilometrů jižně od Galilejského jezera, 8 kilometrů západně od řeky Jordánu, cca 2 kilometry jižně od města Bejt Še'an, cca 80 kilometrů severovýchodně od centra Tel Avivu a cca 58 kilometrů jihovýchodně od centra Haify. Rešafim obývají Židé, přičemž osídlení v tomto regionu je ryze židovské.
Rešafim je na dopravní síť napojen pomocí lokální silnice číslo 669.

## Dějiny
Rešafim byl založen v roce 1948. Skupina zakladatelů kibucu se utvořila již v roce 1938 a sestávala z Židů původem z Rumunska. K nim se připojili další přistěhovalci z Polska a Rumunska. V letech 1941–1944 pobývali dočasně v kibucu Bejt Zera poblíž soutoku řek Jordán a Jarmuk. Na současném místě se usadili v roce 1948 poté, co během války za nezávislost dobyly izraelské síly region okolo města Bejt Še'an a poté, co z této oblasti uprchli zdejší arabští obyvatelé. Jméno kibucu je odvozeno od názvu původní arabské vesnice al-Ašrafija, která do roku 1948 stála cca 1 kilometr jižně od nynějšího kibucu.
Arabská vesnice al-Ašrafija měla roku 1931 48 obyvatel a 11 domů. V květnu 1948, během Operace Gideon, v počáteční fázi války za nezávislost, byla dobyta izraelskými silami a místní arabské obyvatelstvo uprchlo do Jordánska. Zástavba v al-Ašrafija byla pak zničena.
Ekonomika kibucu Rešafim je zčásti stále založena na zemědělství. V kibucu Rešafim fungují zařízení předškolní péče o děti. Základní škola je v nedalekém kibucu Mesilot. V Rešafim je k dispozici zdravotní a zubní ordinace, společná jídelna, plavecký bazén a veřejná knihovna.

## Demografie
Obyvatelstvo kibucu Rešafim je sekulární. Podle údajů z roku 2014 tvořili naprostou většinu obyvatel v Rešafim Židé (včetně statistické kategorie "ostatní", která zahrnuje nearabské obyvatele židovského původu ale bez formální příslušnosti k židovskému náboženství).
Jde o menší sídlo vesnického typu s dlouhodobě rostoucí populací. K 31. prosinci 2014 zde žilo 607 lidí. Během roku 2014 populace stoupla o 2,5 %.
| Rok            | 1948 | 1961 | 1972 | 1983 | 1995 | 2001 | 2003 | 2004 | 2005 | 2006 | 2007 | 2008 | 2009 | 2010 | 2011 | 2012 | 2013 | 2014 |
| -------------- | ---- | ---- | ---- | ---- | ---- | ---- | ---- | ---- | ---- | ---- | ---- | ---- | ---- | ---- | ---- | ---- | ---- | ---- |
| Počet obyvatel | 175  | 333  | 376  | 513  | 426  | 373  | 348  | 344  | 343  | 324  | 320  | 330  | 516  | 517  | 529  | 556  | 592  | 607  |